# Пітер Певенсі
Пітер Певенсі (англ. Peter Pevensie; 1927—1949) — один із головних героїв дитячої серії фентезійних книг «Хроніки Нарнії» Клайва Стейплза Льюїса. З'являється в чотирьох з семи книг «Хронік Нарнії»: як дитина і основний персонаж — в книгах «Лев, відьма і стара шафа» і «Принц Каспіан»; як дорослий — в книгах «Остання битва» і «Кінь та його хлопчик».
Пітер є найстаршим із чотирьох дітей Певенсі, який потрапляє в пригоди зі своїми сестрами Сьюзан і Люси та з своїм братом Едмундом.
Зовнішність в книзі: чорне волосся, темні очі і ямочки на обличчі, як і в його братів та сестер.
Зовнішність в фільмах: русяве волосся, блакитні очі, ямочки на обличчі.
Народ Нарнії назвав його Пітер Прекрасний (англ. Peter the Magnificent).
Повне звання: Верховний Король над всіма королями в Нарнії, Імператор Самотніх островів, Лорд кер-Паравеля, Лицар найблагороднішого ордена Лева (англ. High King of Narnia, Emperor of the Lone Islands, Lord of Cair Paravel, Knight of the Most Noble Order of the Lion). Як Верховний Король, має владу над всіма королями і королевами, які правили після нього в Нарнії.

## Ім'я
Один з перших проектів «Лев, відьма і стара шафа» має такий початок: «Ця книга про чотирьох дітей, чиї імена були Енн Мартін, Роза, і Пітер. Але найбільше про Пітера, який був наймолодшим серед них». Пітер — єдине ім'я, яке залишилось, але воно тепер належить старшому, а не наймолодшому з них. Шаблон: Гарвардського цитата 'Pevensey', на південно-східному узбережжі Англії — місце середньовічного замку, що зіграв важливу роль в історії Британії. Однак, прізвище «Певенсі» насправді не з'являється в циклі книг аж до третьої опублікованої книги — Підкорювач Світанку.

## Біографія

### Історія
Пітер народився в 1927. З'являється в книзі «Лев, відьма і стара шафа», на той час йому 13 років. Як монарх Золотого Віка Нарнії, він править разом зі своїм братом і сестрами протягом 15 років, досягнувши приблизного віку від 28 до повернення у віці 13 років в Англію в кінці. В «Останній битві» він є 22-річним студентом університету, але він все ще вірить в Нарнії, хоча був там у віці 14 років (Принц Каспіан).

### Лев, відьма і стара шафа
Пітер — найстарший серед дітей Певенсі, тому найвідповідальніший. Він намагається з усіх сил захистити своїх братів і сестер. У книзі показано, що він є більш зрілим, ніж його брати і сестри, тому що після того, як їх батько був викликаний, щоб битися на війні, саме Пітер мав допомагати матері, підтримувати своїх трьох сестер і брата. Він зі своїми братом і сестрами евакуйований через проведення бойових дій у Лондоні. У сільській місцевості, вони опиняються в старому маєтку професора Професор Дігорі Kirke.
Коли Люсі вперше натикається на шафу, Пітер не вірить їй, думаючи, що це тільки її уява, поки він та інші Певенсі не опинились там самі. Пізніше він вибачився перед Люсі за свою недовіру, а також був сердитий на Едмунда за попередні заперечення існування Нарнії (Люсі бачила Едмунда в Нарнії і раніше, але він збрехав, що вони тільки «прикидаються»). Пітер вже був сердитий на Едмунда, перш ніж він знав, що Едмунд збрехав, в той час, не вірячи, що Люсі була в Нарнії та в те, що Едмунд знущався над Люсі, заохочуючи її стверджувати, що вони знайшли країну в шафі. Коли вони потрапляють до Нарнії, Пітер дізнається про брехню Едмунда і змушує його вибачитися перед Люсі.
Едмунд пізніше втікає до Білої Відьми (він зустрів її, вперше потрапивши до Нарнії і повірив її обіцянкам). Пітер, його брат та сестри були під захистом Містера Бобра та Міс Бобрихи після прибуття в Нарнію, але Бобер підозрював, що Едмунд був зрадником з того моменту, як поглянув на нього, але нічого казав іншим про це, поки Едмунд не зник і містер Бобер з'ясував, що Едмунд пішов до Білої Відьми. Едмунд потім було врятовано за наказом Аслана. Тим часом, Пітер, Люсі і Сьюзен продовжують йти до Кам'яного Столу, щоб зустрітися з Асланом.
Пітер отримав меч і щит, як подарунок від Діда Мороза, зустрівши його під час подорожі до Аслана. Пізніше цим мечем він вбиває вовка, який зазіхав на життя Люсі і Сьюзен.
Планується битва з Білою Відьмою, Пітера призначають Головнокомандувачем начальником Армії Аслана. Після перемоги над Білою Відьмою Джадіс його коронують в Кер-Паравелі і називають — Його Величність король Пітер Прекрасний, Верховний король Нарнії, Імператор Самотніх Островів, Лорд Кер-паравеля, Лицар найблагороднішого Ордену Лева. Давнє пророцтво про двох синів Адама і дві дочки Єви, що будуть сидіти на чотирьох престолах в Кер-Паравелі здійснюється. Це знаменує собою закінчення Столітньої зими і правління Білої Відьми, а також це початок Золотого Віку Нарнії.
Він, його брат та сестри потім повертаються у свій світ, де вони стають знову дітьми.

### Принц Каспіан
Через рік Певенсі потрапляють в Нарнію і бачать руїни Кер-Паравелю, знаходять таємну кімнату замку, де Пітер, Сьюзен і Люсі помічають свої подарунки, які отримали в Діда Мороза. Пітер бере свій меч і щит, знову стає лідером групи. Вони зустрічають Трама, гнома, який допоміг захистити принца Каспіана X від тельмаринської армії дядька. Трам супроводжує їх до нарнійців і Принца Каспіана.
Коли діти змушені приймати рішення, Пітер, як верховний король, має останнє слово. Для того, щоб зупинити війну потрібно мати час для того, щоб Люсі знайшла Аслана і пробудила Нарнію. Пітер погоджується на двобій з тельмаринським королем Міразом. Після перемоги над тельмаринцями Пітер дозволяє Каспіану правити Нарнією. Аслан дає Каспіану право «правити під нами і під Верховним Королем». Пітер пізніше зізнається Люсі і Едмунду, що Аслан сказав, що він і Сьюзен ніколи не повернуться в Нарнію, бо тепер вони занадто дорослі, вони дізнались все, що могли в цьому світі. Аслан відкриває портал в їхній світ, щоб вони могли піти.
Певенсі повернулися в свій світ, в якому вони чекали потяг.
В цій книзі стало відомо, що Люсі є його улюбленою сестрою, на що натякалося протягом всього циклу.

### Підкорювач Світанку
Пітер не присутній в цій книзі, але згадується те, що він разом з професором Дігорі Керком готується до вступу в університет. Люсі, Сьюзен і Едмунд не могли залишитися з ним, тому що Дігорі Керк переїхав з великого будинку з шафою і жив в набагато меншому будинку. У фільмі Хроніки Нарнії: Підкорювач Зорі, Пітер з'являється в одному епізоді, коли Люсі перетворює себе на Сьюзен. В цьому епізоді ні Пітер, ні Едмунд не знають про Люсі і Нарнію.

### Кінь і його хлопчик
Пітер не з'являється в цій книзі, але згадується. У той час як Сьюзен і Едмунд в Калормені тікають від принца Рабадаша, він бореться з велетнями на півночі. (Люсі залишилася одна в Кер-Паравелі).

### Остання битва
Пітер має незначну роль в цій історії. Після вечері з друзями, Пітер і Едмунд відправилися в Лондон, щоб отримати магічні кільця, які професор Дігорі Керк закопав у дворі Ketterleys, сподіваючись використати їх, щоб повернути Юстаса і Джилл в Нарнію. Обидва чекали Люсі, Юстаса, Джилл, Дігорі і Поллі на платформі станції, але поїзд сходить з рейок і вбиває їх всіх. Аслан переносить Певенсі, Юстаса, Джил, Поллі, Дігорі Керка до Нарнії. Пітер описується як король і воїн. Після того, як Тіріан пройшов через двері стайні і побачив Таш вперше, Пітер спокійно наказав демонові піти зі своєю здобиччю. Після винесення суджень про всіх жителів Нарнії, Аслан наказав Пітеру закрити двері де закінчувався їх світ. Пітер є одним з тих, кому дозволено залишитися в країні Аслана. Він сподівається, що його сестра Сьюзен теж колись зможе потрапити в Нарнію.